# Léon Gautier
Émile Théodore Léon Gautier, född den 8 augusti 1832 i Le Havre, död den 25 augusti 1897 i Paris, var en fransk litteraturhistoriker.
Gautier blev 1859 arkivarie vid kejserliga arkiven, 1871 professor i paleografi vid École des chartes och var sedan 1887 chef för den historiska avdelningen av Nationalarkiven. Av hans många arbeten är Les épopées françaises (1866-1868; ny upplaga 1878-1894, belönt med Gobertska priset) och den kritiska upplagan av Chanson de Roland (26:e upplagan 1903) av största intresse. Han utgav vidare La chevalerie (1884; 2:a upplagan 1890), Histoire de la poésie liturgique au moyen âge (I, 1886), samt flera samlingar litterära porträtt. Gautier var en hängiven beundrare av medeltiden och den romersk-katolska kyrkan samt utgav flera arbeten till dess försvar. Av vikt är hans uppsats Quelques mots sur l'étude de la paléographie et de la diplomatie (1858; 3:e upplagan 1864).